# Martin Schindler
Martin Schindler (Strausberg, 16 augustus 1996) is een Duits darter die uitkomt voor de PDC.

## Carrière
Schindler won in januari 2017 een Tour Card van de PDC. Zijn eerste deelname aan een groot televisietoernooi was tijdens de World Cup of Darts 2017 waar hij met Max Hopp Duitsland vertegenwoordigde. In de eerste ronde wonnen zij van het Noord-Ierse team met 5-4 in legs. In de tweede ronde wonnen zij van Brazilië door de twee singles-wedstrijden te winnen. In de kwartfinale speelden zij tegen het Nederlandse team bestaande uit Michael van Gerwen en Raymond van Barneveld. Schindler verloor de eerste singles-wedstrijd met 2-4 in legs tegen Van Gerwen, Hopp wist echter zijn wedstrijd tegen Van Barneveld met 4-3 te winnen. De koppel-wedstrijd die hierna volgde eindigde in een 1-4 nederlaag voor de Duitsers.
In oktober dat jaar speelde Schindler op het European Darts Championship 2017 waar hij in de eerste ronde speelde tegen Rob Cross. Hij verloor met 6-0 in legs.
Later in december deed Schindler mee aan het PDC World Darts Championship 2018. Hij speelde in de eerste ronde tegen Simon Whitlock en verloor met 3-1 in sets.
In 2018 kwalificeerde hij zich voor de UK Open. Hij begon in de derde ronde (laatste 64) waar hij won van Ryan Harrington met 10-7 in legs. In de vierde ronde verloor hij van Corey Cadby, ook met 10-7 in legs.
Tijdens Players Championship 8 op 27 maart 2022 versloeg Schindler achtereenvolgend Steve Beaton, Luc Peters, Rowby-John Rodriguez, Jamie Hughes, Daryl Gurney en Adrian Lewis. Daarmee plaatste hij zich voor de finale, waarin Michael van Gerwen met 4-8 in legs te sterk bleek.
Het was voor Schindler zijn eerste rankingfinale bij de PDC.
Zijn eerste kwartfinale op een hoofdtoernooi behaalde Schindler op de UK Open 2023. Hij versloeg Simon Whitlock en Adrian Lewis, waarna Andrew Gilding te sterk bleek.
Op het International Darts Open, een European Tour-evenement dat plaatsvond in april 2024, versloeg Schindler achtereenvolgend Jan Dückers, Joe Cullen, Richard Veenstra, Danny Noppert en Chris Dobey voor een plek in de finale. Daarin ging hij met een uitslag van 8-5 voorbij aan Gerwyn Price om de titel te grijpen. Het prijzengeld dat met de winst gemoeid was, deed Schindler stijgen tot de tweeëntwintigste plek op de PDC Order of Merit, waardoor hij op dat moment de hoogstgeplaatste Duitse darter was. In september won Schindler zijn tweede European Tour-titel. Op weg naar de finale van de Swiss Darts Trophy passeerde hij Anton Östlund, Stephen Bunting, Raymond van Barneveld en Josh Rock. Daarna versloeg hij met een uitslag van 8-7 Ryan Searle, die zeven wedstrijdpijlen miste.
Door in maart 2025 George Killington, Danny Lauby, Robert Grundy, Mensur Suljović, Kevin Doets en Patrick Geeraets te passeren, bereikte Schindler de finale van Players Championship 8. Daarin ging hij met een uitslag van 8-1 voorbij aan Jeffrey de Graaf voor zijn eerste Players Championship-titel. In april van dat jaar won de Duitser met het Austrian Darts Open zijn derde European Tour-evenement. Hij versloeg Matthew Dennant, Kevin Doets, Chris Dobey, Josh Rock en Ross Smith.
Samen met Ricardo Pietreczko kwam Schindler uit voor Duitsland op de World Cup of Darts 2025. In de groepsfase won het duo van de koppels uit Portugal en Singapore. In de knock-outfase won het als zevende geplaatste, Duitse koppel van het hoogstgeplaatste koppel uit Engeland, bestaande uit Luke Humphries en Luke Littler. Zo plaatsten de Duitsers zich voor de kwartfinale, waarin de Australiërs met een uitslag van 8-7 nipt werden gepasseerd. In de halve finale was het duo uit Noord-Ierland, dat uiteindelijk het toernooi zou winnen, te sterk.

## Resultaten op Wereldkampioenschappen

### WDF

#### World Cup
- 2015: Laatste 64 (verloren van Steven Ritchie met 2-4)

### PDC
- 2018: Laatste 64 (verloren van Simon Whitlock met 1-3)
- 2019: Laatste 96 (verloren van Cody Harris met 2-3)
- 2022: Laatste 96 (verloren van Florian Hempel met 0-3)
- 2023: Laatste 32 (verloren van Michael Smith met 3-4)
- 2024: Laatste 32 (verloren van Scott Williams met 3-4)
- 2025: Laatste 64 (verloren van Callan Rydz met 0-3)

### PDC World Youth Championship
- 2014: Laatste 32 (verloren van Reece Robinson met 4-6)
- 2016: Laatste 16 (verloren van Corey Cadby met 2-6)
- 2017: Kwartfinale (verloren van Luke Humphries met 3-6)
- 2018: Runner-up (verloren van Dimitri van den Bergh met 3-6)
- 2019: Kwartfinale (verloren van Ryan Meikle met 2-6)
- 2020: Kwartfinale (verloren van Bradley Brooks met 5-6)

## Resultaten op de World Matchplay
- 2022: Laatste 32 (verloren van Gerwyn Price met 8-10)
- 2023: Laatste 32 (verloren van Danny Noppert met 8-10)
- 2024: Laatste 32 (verloren van Dimitri van den Bergh met 6-10)
- 2025: Laatste 32 (verloren van Jonny Clayton met 7-10)